# Coptomia razananae
Coptomia razananae är en skalbaggsart som beskrevs av Thierry Bourgoin 1923. Coptomia razananae ingår i släktet Coptomia och familjen Cetoniidae. Inga underarter finns listade i Catalogue of Life.